# كربونات المغنيسيوم
كربونات المغنيسيوم هو مركب كيميائي له الصيغة MgCO3، ويكون على شكل ملح أبيض اللون لا يذوب في الماء، وله استخدامات عديدة علاجياً وصناعياً وصيدلانياً.

## الخصائص
مسحوق أبيض ضخم عديم الرائحة، أو كتل خفيفة بيضاء هشة، عديم الانحلال عملياً في الماء، ولا ينحل في الكحول، لكن ينحل في الحموض الممدة مع فوران.

## الاستعمالات
- علاجياً: تستعمل كربونات الماغنسيوم كمادة مضادة للحموضة، كما أن لها تأثيراً مسهلاً تناضحياً.
- صناعيا: يدخل في صناعة معجون الأسنان وأدوات التجميل كالكريمات ويستخدم أيضا كمادة مالئة لتقوية البلاستيك وزيادة صلابته عند التصنيع.[4]

### الاستخدام الصيدلاني
يُستعمل كممدد في المضغوطات والمحافظ حيث يُستعمل بشكل رئيسي في مضغوطات الضغط المباشر بتراكيز أعلى من 45% وزن/وزن، كما يُستخدم أيضاً لادمصاص السوائل الداخلة في تركيب المضغوطة كالمطعمات و تُعد كربونات المغنيسيوم غذاءً إضافياً ، أما علاجياً فيُستخدم كمضاد للحموضة.

## التأثير على صحة الجسم
-تم تصنيف كربونات المغنيسيوم في فئة المواد غير السامة غير المخرشة لكن كما هو معروف فإن استخدام أملاح المغنيسيوم و منها كربونات المغنيسيوم هو مُضاد استطباب لدى المصابين بقصور كلوي.
-يتفاعل كربونات المغنيسيوم في المعدة مع الحموضة المعديّة مشكلاً ملح كلوريد المغنيزيوم الذوّاب و ثنائي أكسيد الكربون، لذلك لا يُنصح باستخدام كربونات المغنيسيوم كمُضاد للحموضة للأشخاص الذين لا يحتملون حركة غاز ثاني أكسيد الكربون داخل المعدة.
يُمتص جزء من المغنيزيوم و يُطرح عن طريق البول، كما يملك كربونات المغنيزيوم خصائص مليّنة كأملاح المغنيزيوم الأخرى و قد يُحدث إسهالات.

## حفظ المادة
يجب أن يحفظ في عبوات محكمة الإغلاق في أماكن جافة و باردة.

## اقرأ أيضاً
- أسيتات الكالسيوم والمغنيسيوم